# Mathías Guzmán
Mathías Guzmán, vollständiger Name Mathías Guzmán Rivero, (* 12. Januar 1990 in Montevideo) ist ein uruguayischer Fußballspieler.

## Karriere

### Verein
Der nach Angaben seines Vereins 1,80 Meter große Mittelfeldspieler, der schon 2007 in der Jugendmannschaft Danubios geführt wurde, stand mindestens im Laufe der Spielzeit 2009/10 im Kader dieses uruguayischen Erstligisten, für den er in der Folgezeit bis zu seinem Wechsel im Februar 2013 46 Spiele in der Primera División absolvierte und vier Tore erzielte. Sodann schloss er sich ab der Clausura 2013 seinem derzeitigen Arbeitgeber El Tanque Sisley an. In jener Rückrundenhalbserie wurde er von Trainer Osvaldo Canobbio zweimal eingesetzt. Zudem lief er in einer der beiden Partien der Copa Sudamericana 2013 auf, bei der sein Verein in der ersten Runde scheiterte. In der Liga sind in der Apertura 2013 keine Einsätze für ihn verzeichnet.
Nach der Apertura 2013 lief der Vertrag Guzmáns bei El Tanque Sisley aus. Ende Januar 2014 wurde er als Abgang ohne weitere Zielangabe geführt. Ab Mitte Januar 2015 setzte er seine Karriere beim Zweitligisten Club Atlético Torque fort. Bis zum Saisonende absolvierte er dort zwölf Zweitligaspiele (ein Tor). In der Spielzeit 2015/16 kam er in zwei weiteren Partien (kein Tor) der Segunda División zum Einsatz. Anfang Juli 2016 wechselte er zu Jaguares de Córdoba. Bei den Kolumbianern bestritt er sechs Erstligaspiele (kein Tor). Mitte Januar 2017 verpflichteten ihn die Rampla Juniors. Dort absolvierte er bislang (Stand: 4. März 2017) kein Ligaspiel.

### Nationalmannschaft
Guzmán war Mitglied der von Ángel Castelnoble trainierten uruguayischen U-15-Auswahl, die bei der U-15-Südamerikameisterschaft 2005 in Bolivien teilnahm. Er spielte auch in der uruguayischen U-17-Nationalmannschaft. In dieser kam er unter anderem am 7. Juni 2006 im Rahmen einer sogenannten Copa Confraternidad im Estadio Centenario gegen Chile zum Einsatz. Er gehörte überdies zum Kader bei der U-17-Südamerikameisterschaft 2007 in Ecuador. Dort stand er jedenfalls beim 4:1-Sieg über Venezuela am 5. März 2007 und bei der 1:2-Niederlage gegen Argentinien am 12. März 2007 auf dem Platz.